# Walther Hubatsch
Carl Walther Hubatsch (né le 17 mai 1915 à Königsberg et mort le 29 décembre 1984 à Bad Godesberg) est un historien allemand.

## Biographie
Il est issu d'une famille saxonne-lusacienne qui vit depuis trois générations en Prusse-Orientale. Son grand-père Johann Hubatsch est rédacteur en chef du Tilsiter Allgemeine Zeitung. Son père est un fonctionnaire des chemins de fer et sert comme volontaire de quatre ans dans la marine impériale. Hubatsch grandit à Tilsit, où il étudie à l'école provinciale royale lituanienne. Après avoir obtenu son diplôme d'études secondaires, il effectue une demi-année de service volontaire de travail étudiant dans des travaux de drainage dans le delta de Memel (de) et sert dans le bataillon d'entraînement du 1er régiment d'infanterie à Tilsit (de) en 1934/35. Il commence ensuite à étudier l'histoire, l'allemand et la géographie à l'Université de Königsberg. Il suit ensuite des semestres à l'Université Louis-et-Maximilien de Munich (histoire de l'art) et à l'Université de Hambourg (géographie). Enfin à l'Université de Göttingen, il rencontre Karl Brandi, Percy Ernst Schramm et Siegfried A. Kaehler (de). Sous leur influence, il décide de faire de l'histoire son métier. En 1939, il réussit l'examen d'État en histoire à Göttingen.
Il travaille ensuite pendant une courte période à l'Institut du Reich pour l'histoire de la nouvelle Allemagne (de), dirigé par Walter Frank (de) ou Erich Botzenhart (de). De 1939 à 1944, Hubatsch est officier de la 61e division d'infanterie sur les fronts ouest et est, entre autres. Il est promu premier lieutenant dans la réserve et reçoit la croix de fer de 1re et 2e classe. Vraisemblablement par Kaehler, Hubatsch est placé en 1943/44 en tant qu'employé de Percy Ernst Schramm dans le journal de guerre du haut commandement de la Wehrmacht. Pendant de courtes vacances sur le front, en 1941, il obtient son doctorat en 1941 avec une thèse de doctorat sous la direction de Kaehler. Hubatsch est alors assistant de recherche à Göttingen jusqu'en 1943. Sa thèse d'habilitation a également été rédigée chez Kaehler.
Après la Seconde Guerre mondiale, il est professeur particulier à Göttingen jusqu'en 1949. Après cela, il est professeur extraordinaire à Göttingen et à partir de 1956 à l'Université rhénane Frédéric-Guillaume de Bonn. En 1954, Hubatsch donne une conférence à l'Université Martin-Luther de Halle-Wittemberg en tant que professeur à Göttingen. Il y aborde le thème de l'Allemagne après la guerre de Trente Ans. En 1955/56, il est chargé de cours à la Faculté des sciences naturelles et humaines de l'Académie des mines de Clausthal. En 1959, Hubatsch est nommé professeur titulaire d'histoire médiévale et moderne à Bonn ; il est également co-directeur du séminaire d'histoire. En 1983, il prend sa retraite. Il est également professeur invité au Kansas en 1960, à Uppsala en 1964 et à Cambridge en 1980. Ses étudiants universitaires incluent Jörg Duppler (de), Iselin Gundermann (de), Benno von Knobelsdorff-Brenkenhoff (de), Ernst Opgenoorth, Eckardt Opitz, Michael Salewski (de) et Udo Arnold.
Hubatsch est marié et père de quatre enfants. Il est mort à 69 ans à Bad Godesberg.

## Travail
Hubatsch établit des contacts scientifiques en RDA à Halle (Erich Donnert (de)) et en Pologne à Thorn (Karol Górski) dès les années 1950 et 1960. Il se consacre notamment à l'histoire militaire, administrative et ecclésiastique de la Prusse. Il écrit une description de l'administration de la Prusse à l'époque de Frédéric II. Pour Hubatsch, l'accent est mis sur la personne et l'œuvre de Heinrich Friedrich Karl vom Stein. Il est l'éditeur de la deuxième édition majeure des écrits de von Steins. Sa nouvelle grande édition de Stein comprend dix volumes. Il est également l'éditeur et l'initiateur de l'histoire administrative allemande en plusieurs volumes. En outre, Hubatsch se consacre à l'histoire de la région de la mer Baltique du Moyen Âge à nos jours. Il y a aussi des travaux sur la préhistoire des Première et Seconde Guerres mondiales et sur l'histoire militaire.
L'écriture de l'Allemagne et la Scandinavie à travers les siècles (1950) fait de lui un chercheur reconnu sur l'histoire de l'Europe du Nord. De 1951 à 1958, il est rédacteur en chef des blocs de construction de Göttingen pour les études historiques, à partir de 1957 de la recherche historique de Bonn et à partir de 1973 des études allemandes. Il travaille lexicalement sur l' Encyclopédie Brockhaus et sur le Ploetz (de).
Sa publication source Hindenburg et l'État est critiquée. Selon l'historien Wolfgang Elz (de), la présentation sert « un certain objectif d'excuse : les sources sont destinées à garantir la tentative de sauvetage de l'honneur de Hubatsch pour Hindenburg dans la vaste présentation d'introduction et à le libérer de l'accusation selon laquelle il est conjointement responsable des conséquences de la nomination d'Hitler au poste de chancelier".
Il donne une impulsion révolutionnaire à la recherche historique régionale en Prusse-Orientale et Occidentale, qui est menacée par le changement de frontières. Les archives d'État prussiennes de Königsberg fournit une base essentielle pour la recherche. La majeure partie a été déplacée pendant la guerre et est stockée avec d'autres documents d'archives est-allemands dans le palais royal de Goslar. Hubatsch est l'un des premiers à s'y rendre depuis Göttingen pour trier et organiser grossièrement le matériel d'archives. Avec sa participation, en raison de liens avec la Norvège, les archives d'État de Königsberg sont transférées contractuellement de l'administration des autorités d'occupation britanniques en 1952 à l'administration de l'État de Basse-Saxe en tant que dépôt d'archives d'État de Göttingen (de) via la famille royale locale et la famille royale anglaise, qui lui est apparentée. Dès 1948, alors que l'avenir des archives de Königsberg est encore totalement incertain, il publie la Regesta historico-diplomatica Ordinis S. Mariae Theutonicorum 1198-1525 et constitue la base la plus importante pour la recherche sur l'Ordre Teutonique avec les registres internes à l'origine de les documents et les archives des ordres d'Erich Joachim (de) ouverts au public. En plus de la question des archives et de l'enseignement académique, il y a la réorganisation de la Commission historique pour la recherche d'État de Prusse-Orientale et Occidentale, qui s'est également effondrée à la suite de la guerre de 1944. Friedrich Baethgen, Kurt Forstreuter, Theodor Schieder, et - comme le plus jeune à 35 ans - Walther Hubatsch effectuent le rétablissement. Sous le président Erich Keyser (de), Hubatsch devient le deuxième président en 1953 et joue un rôle-clé dans la formation de ce comité jusqu'à son départ en 1970. Cela comprend l'admission de ses étudiants au doctorat en tant que membres après avoir terminé leur doctorat.
Hubatsch donne également des conférences à la radio et s'est consacré au film documentaire comme source historique. Il fonde l'Institut du cinéma scientifique (de) à Göttingen avec Percy Ernst Schramm et Wilhelm Treue.

## Adhésions
- Institut de recherche balte de Bonn
- Conseil de recherche Johann-Gottfried-Herder (de)
- Commission historique pour la recherche d'État de Prusse-Orientale et Occidentale
- Société historique finlandaise de Turku
- Kungliga Samfundet för utgivande av handskrifter rörande Scandinavie historia Stockholm
- Royal Historical Society (membre correspondant en 1981)
- Commission historique prussienne
- Comité de l'Église orientale (de)
- 5e synode de l'Église évangélique en Allemagne (de)

## Honneurs
- Chevalier de Justice de l'Ordre de Saint-Jean (1967)
- Docteur honoris causa de l'Université de Turku (1971)
- Prix de la culture prussienne-occidentale de la Landsmannschaft de Prusse-Occidentale (de) (1972)
- Prix Georg Dehio de la Guilde des artistes d'Esslingen (de) (1974)
- Médaille d'or baron vom Stein de la Fondation Alfred Toepfer FVS (1974)

## Travaux (sélection)
- Deutschland und Nordeuropa in der neueren Geschichte. Vortrag am Historischen Seminar der Universität Göttingen, 7. Mai 1944. Im Nachlass Hubatsch laut Christoph Cornelißen (de).
- Rußlands Drang nach Nordeuropa. Vortrag am Historischen Seminar der Universität Göttingen, Juli 1944. Im Nachlass Hubatsch laut Christoph Cornelißen.
- Im Bannkreis der Ostsee. Grundriss einer Geschichte der Ostseeländer in ihren gegenseitigen Beziehungen. Elwert-Gräfe & Unzer, Marburg 1948.
- (Hrsg.) Regesta historico-diplomatica Ordinis S. Mariae Theutonicorum, 1198–1525, bearb. unter Mitwirkung zahlreicher Anderer von Erich Joachim †, Vandenhoeck & Ruprecht, Göttingen 1948–1965.
- Die Deutschen und der Norden. O. Schwartz, Göttingen 1951.
- mit Martin Gerhardt: Deutschland und Skandinavien im Wandel der Jahrhunderte. Röhrscheid, Bonn 1950. (2. Auflage 1977).
- 61. Infanterie-Division. Kampf und Opfer ostpreußischer Soldaten. Podzun, Kiel 1952.
- Die deutsche Besetzung von Dänemark und Norwegen 1940. Nach amtlichen Unterlagen dargestellt (= Göttinger Beiträge für Gegenwartsfragen. Band 5). Musterschmidt, Göttingen 1952. (2. Auflage 1960: Weserübung).
- Eckpfeiler Europas. Probleme des Preußenlandes in geschichtlicher Sicht. Quelle & Meyer, Heidelberg 1953.
- Quellen zur Geschichte des Deutschen Ordens (= Quellensammlung zur Kulturgeschichte. Band 5). Musterschmidt, Göttingen u. a. 1954.
- Die Ära Tirpitz. Studien zur deutschen Marinepolitik 1890–1918 (= Göttinger Bausteine zur Geschichtswissenschaft. Band 21). Musterschmidt, Göttingen u. a. 1955.
- Der Deutsche Orden und die Reichslehnschaft über Cypern. Vandenhoeck & Ruprecht, Göttingen 1955.
- Unruhe des Nordens. Studien zur deutsch-skandinavischen Geschichte. Musterschmidt, Göttingen u. a. 1956.
- Der Admiralstab und die obersten Marinebehörden in Deutschland 1848–1945. Unter Benutzung der amtlichen Akten dargestellt. Verlag für Wehrwesen Bernard & Graefe, Frankfurt am Main 1958.
- Albrecht von Brandenburg-Ansbach. Deutschordens-Hochmeister und Herzog in Preußen 1490–1568 (= Studien zur Geschichte Preußens. Band 8). Quelle & Meyer, Heidelberg 1960.
- Hohenzollern in der deutschen Geschichte. Athenäum Verlag, Frankfurt am Main u. a. 1961.
- Das Zeitalter des Absolutismus 1600–1789. Westermann, Braunschweig 1962. (4. Auflage 1975).
- mit Percy Ernst Schramm: Die deutsche militärische Führung in der Kriegswende (= Veröffentlichungen der Arbeitsgemeinschaft für Forschung des Landes Nordrhein-Westfalen. Heft 118). Westdeutscher Verlag, Köln u. a. 1964.
- Montfort und die Bildung des Deutschordensstaates im Heiligen Lande. Vandenhoeck & Ruprecht, Göttingen 1966.
- Hindenburg und der Staat. Aus den Papieren des Generalfeldmarschalls und Reichspräsidenten von 1878 bis 1934. Musterschmidt, Göttingen u. a. 1966.
- Geschichte der evangelischen Kirche Ostpreußens. 3 Bände, Vandenhoeck & Ruprecht, Göttingen 1968.
- Friedrich der Grosse und die preußische Verwaltung (= Studien zur Geschichte Preußens. Band 18). Grote, Köln u. a. 1973  (ISBN 3-7745-0297-8).
- Deutschland zwischen dem Dreißigjährigen Krieg und der Französischen Revolution. Ullstein, Frankfurt am Main u. a. 1974  (ISBN 3-548-03850-6).
- Die Stein-Hardenbergschen Reformen (= Erträge der Forschung. Band 65). Wissenschaftliche Buchgesellschaft, Darmstadt 1977  (ISBN 3-534-05357-5).
- Der Freiherr vom Stein und England. Grote, Köln 1977  (ISBN 3-7745-6402-7).
- Frühe Neuzeit und Reformation in Deutschland. Ullstein, Frankfurt am Main u. a. 1981  (ISBN 3-548-03859-X).
- Grundlinien preußischer Geschichte. Königtum und Staatsgestaltung 1701–1871. Wissenschaftliche Buchgesellschaft, Darmstadt 1983  (ISBN 3-534-06747-9).

## Éditeur
- Europäische Briefe im Reformationszeitalter. 200 Briefe an Markgraf Albrecht von Brandenburg-Ansbach, Herzog in Preußen. Holzner, Kitzingen 1949.
- Hitlers Weisungen für die Kriegsführung 1939–1945. Dokumente des Oberkommandos der Wehrmacht. Bernhard & Graefe Verlag für Wehrwesen, Frankfurt am Main 1962.
- Schicksalswege deutscher Vergangenheit. Beiträge zur geschichtlichen Deutung der letzten 150 Jahre. Droste, Düsseldorf 1950. [Festschrift für Siegfried A. Kaehler].
- mit anderen: Deutsche Universitäten und Hochschulen im Osten. Köln-Opladen 1964.
- Wirkungen der deutschen Reformation bis 1555 (= Wege der Forschung. Band 203). Wissenschaftliche Buchgesellschaft, Darmstadt 1967.
- Die erste deutsche Flotte, 1848–1853. Mittler, Herford u. a. 1981  (ISBN 3-8132-0124-4).